# Лугостійкість
Лугостійкість — властивість матеріалу протистояти руйнівній дії водних розчинів або розплавів лугів та лужних металів.
Цю властивість повинні мати матеріали, якими обробляють промислові споруди, що піддаються впливу лугів, і пігменти (барвники), що вживаються для кольорової штукатурки. Відомо, що до складу штукатурних розчинів входить вапно (гідрат окису кальцію), який є сильним лугом.
Майже всі природні пігменти лугостійкі (охра, умбра тощо). Штучні пігменти схильні до впливу лугу. Такі пігменти не варто додавати в фарби, призначені для фарбування бетону, а також в казеїнові, силікатні і вапняні фарби. Проте, титанові білила та оксид хрому мають хорошу лугостійкість. З органічних пігментів найкраща лугостійкість у червоногарячого і помаранчевого.
До лугостійких матеріалів відносяться спеціальні хромонікелеві сталі, нікелеві латуні, кольорові метали та їхні сплави, азбест, вапняки, кварцове скло і багатокомпонентне силікатне скло, порошкові матеріали, бориди, фториди, поліетилен, поліпропілен, фторопласт, гума та ін.